# Кефесія

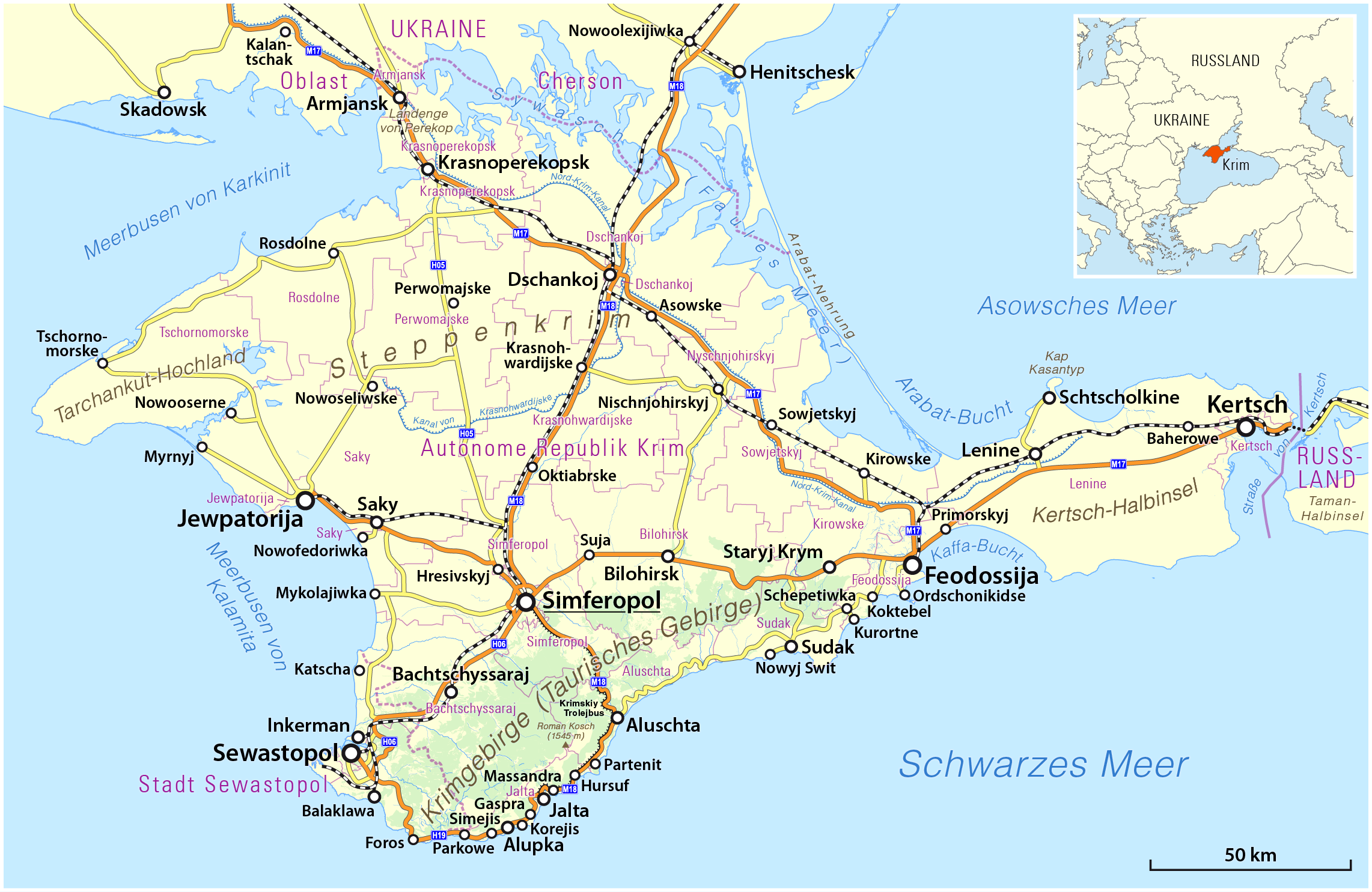
Карта Криму

Кефесія — автохтонний (аборигенний) високоврожайний сорт винограду пізнього періоду дозрівання, що використовується для виробництва червоних вин. На міжнародному рівні сорт має VIVC номер 6093 (Vitis International Variety Catalog).
Назва сорту походить з історичної кримськотатарської назви Феодосії — Кефе, де культивувався цей сорт.
За механічним складом грона Кефесія належить до винних сортів. Культивується в теруарах Південного берега Криму виноробною філією Масандри «Морське» в Капсихорській долині, АТ «Сонячна Долина» в Сонячній Долині, теруарі Баккал Су західно-передгірної частини Криму, а також околицях Феодосії.

## Ампелографічна сортова характеристика

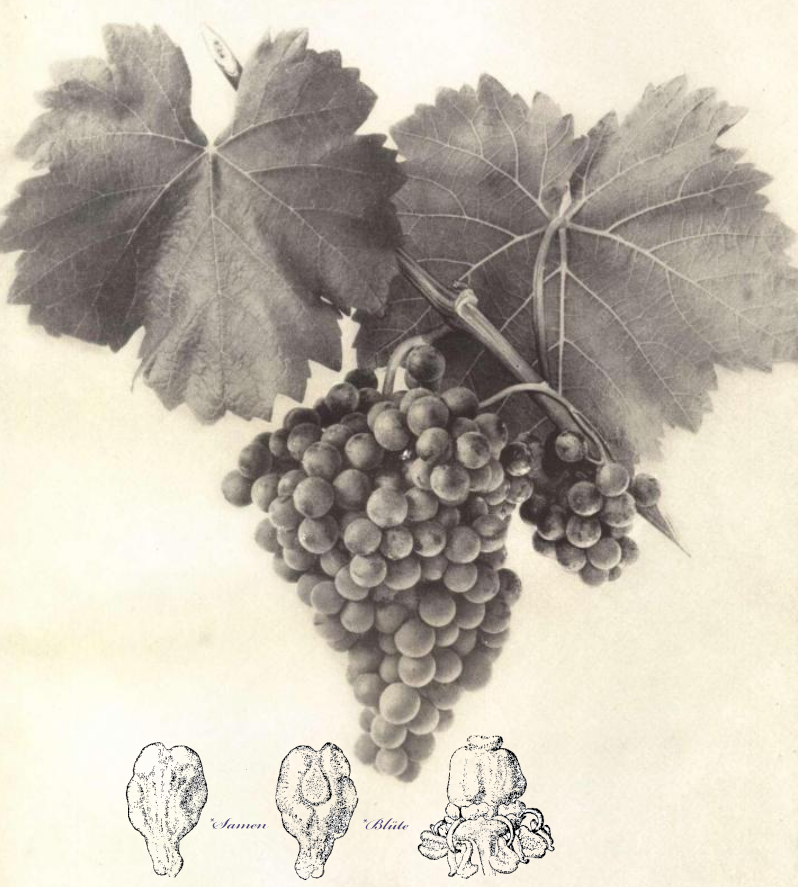
Виноградна лоза Кефесія з насінням і квітами Олександра Олександровича Іванова (винороб) (1870–1946)

### Характеристики
Кефесія посухостійка й морозостійка порівняна з сортом Сапераві. На базі Кефесії та аборигенного (автохтонного) сорту «Іфігенія» Інститутом виноградарства та виноробства «Магарач» виведено морозостійкий сорт «Кефесія Магарач». Кефесія належить до сортів пізнього періоду дозрівання. 

### Вегетаційний період
Південного берега Криму тривалість вегетаційного періоду від початку розпускання бруньок до листопада становить 208-213 днів. Ягоди починають дозрівати у другій декаді серпня, а повна зрілість настає у другій та третій декаді вересня. 

### Цукристість в кінці вегетації
На той час цукристість ягід сягає 17,7-22,5 %, кислотність 5,4-6 %. Середня довжина однорічних пагонів дорівнює 1,7 м.

### Тип квітки й характеристики листя
Тип квітки функціонально жіночий, 5-6 тичинок. Відмінними особливостями Кефесії є листя з краями, що слабо відгинаються донизу, неглибоко розрізні або майже цілісні; зверху злегка сітчасто-зморшкуваті або майже гладкі, знизу усіяні щетинками. Черешкова виїмка переважно закрита з глибоким наляганням нижніх лопатей, без просвіту або з вузьким еліптичним просвітом. Зубці на кінцях лопат невеликі, широко-трикутні, з гострими вершинами. Крайові зубчики трикутно-пилоподібні, гострі, іноді зі слабко опуклими сторонами. 

### Характеристика ягоди
Темно-сині (чорні) ягоди з 2-4 великими кісточками мають шкірку середньої товщини й покриті густим восковим нальотом. У гронах утворюються у більшій чи меншій кількості також дрібні безнасінні ягоди. М'якота тане. Смак звичайний, прісновато-солодкий з невеликою терпкістю. Пензлик після відривання ягоди майже безбарвна. Урожайність Кефесії дещо невисока, і становить близько 22 центнерів з гектара, що з функціонально жіночими квітками цього сорту винограду. Однак при змішаних посадках з іншими сортами (наприклад, Бастардо Магарацький), необхідних для перехресного запилення, врожайність значно збільшується. При проведенні такого додаткового запилення маса грона Кефесії становить понад 200 грамів, за показниками будови грона перевищує Каберне-Совіньйон в 1,9 раза, Крона і Джеват-Кара — в 1,3 раза. Зміст м'якоті та соку в ягодах грона варіюється в межах 83,8-85,5% [6]. Після зняття з куща при достатній температурі повітря ягоди схильні до зав'ялювання та перетворення на родзинки, у зв'язку з чим Кефесія підходить для виробництва родзинкового вина.

## Виноробство

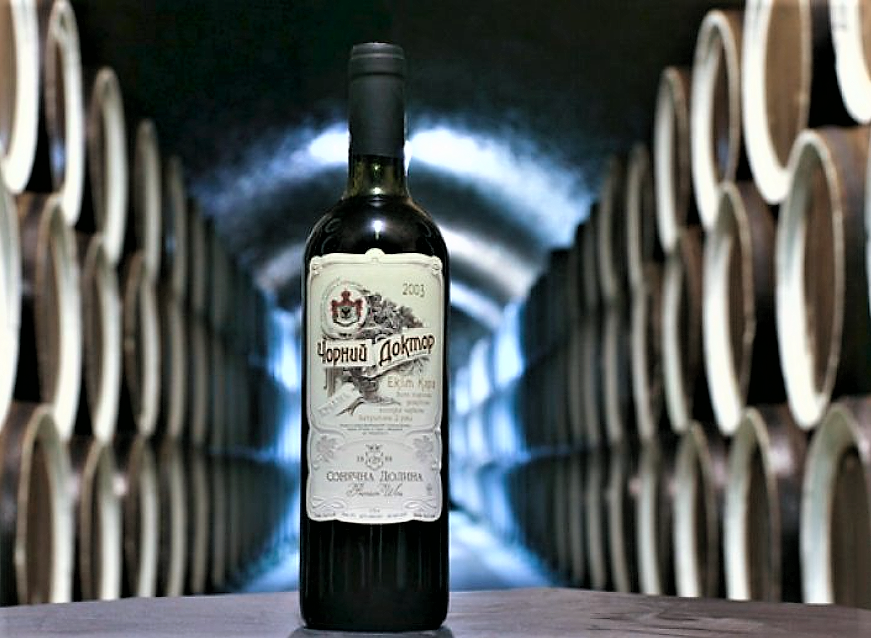
Чорний доктор старовинний 2003 (UKR)

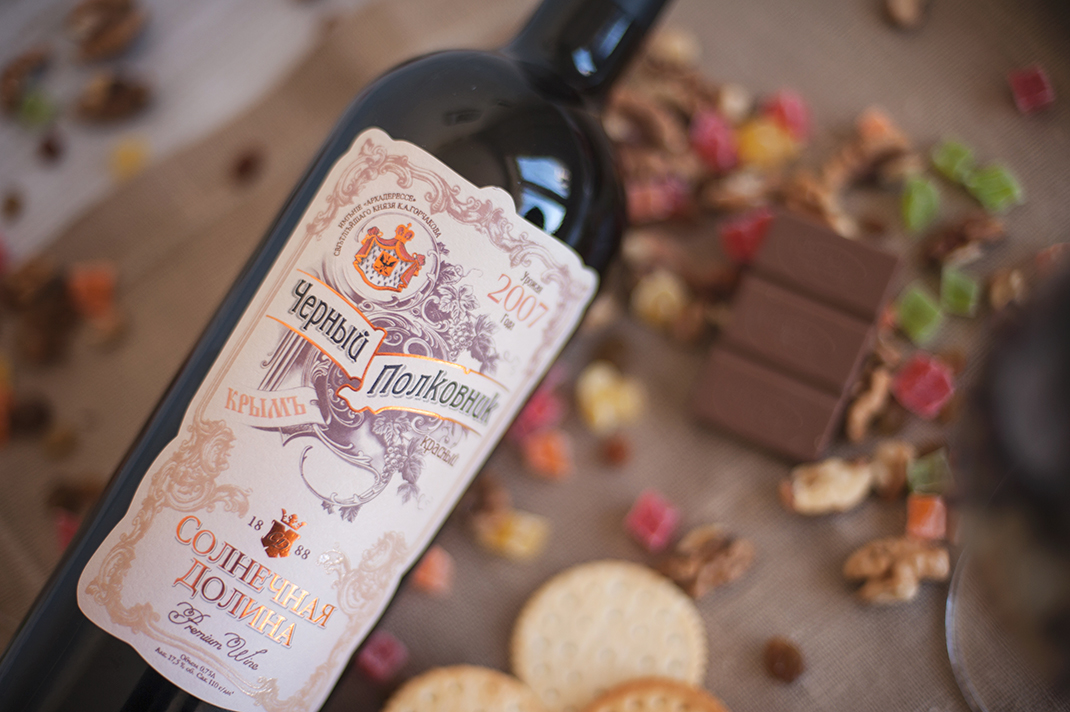
Черный полковник (UKR)

Наприкінці XIX століття Кефесію виділено для виробництва солодких вин, тоді як сухі вина з цього сорту винограду почали робити порівняно пізно (наприклад, Массандра виробляє Кефесію з 2015 року). Як правило, Кефесія використовують в сумішах разом з Екім Кара у лікерних винах «Чорний доктор», «Чорний полковник»), і у сухих «Меганом» , «Пті Вердо» (Сонячна долина), асамбляжах AV Cuvée Піно Нуар/Кефесія/Мерло (Alma Valley), Бастардо-Кефесія (Автохтонне вино Криму від Валерія Захар'їна). З Кефесії також виробляються сухі моносортові вина («Кефесія», Массандра; «Кефесія», Автохтонне вино Криму від Валерія Захар'їна).

## Органолептичні властивості
- Фруктові тони: вишня, чорна смородина, чорнослив, шовковиця;
- Квіткові тони: фіалка, шипшина, аспарагус;
- Тони спецій: імбир, зелений болгарський перець та запашний перець;
- Тони, що з'являються після витримки у бочці: ваніль, дим та сигарний г'юмідор.

Після значної аерації моносортового вина додаються легкі відтінки кори, шкіри, моху.